# حرف بزن (رمان)
حرف بزن (انگلیسی: Speak) که در سال ۱۹۹۹ منتشر شد، رمانی برای جوانان است که توسط لوری هالس اندرسون نوشته شده و داستان ملیندا سوردینو دانشجوی سال اول دبیرستان را روایت می‌کند. بعد از اینکه ملیندا در یک مهمانی تابستانی مورد تجاوز قرار می‌گیرد، با پلیس تماس می‌گیرد که مهمانی را به هم می‌زند. سپس او توسط همسالان خود طرد می‌شود زیرا نمی‌گوید چرا با پلیس تماس گرفته است. ملیندا که قادر به بیان شفاهی از آنچه اتفاق افتاده نیست، دیگر حرف نمی‌زند.
حرف بزن به‌عنوان یک رمان درام اجتماعی در نظر گرفته می‌شود. داستان ملیندا در قالب یک دفترچه خاطرات نوشته شده، شامل روایتی پرشور است که از آسیبی که او تجربه کرده، می‌گوید.